# Cestrus miniaceus
Cestrus miniaceus är en stekelart som först beskrevs av Brethes 1920.  Cestrus miniaceus ingår i släktet Cestrus och familjen brokparasitsteklar. Inga underarter finns listade i Catalogue of Life.